# Liste der Biografien/Freu
Liste der Biografien |
Portal Biografien |
Personensuche
# |
A |
B |
C |
D |
E |
F |
G |
H |
I |
J |
K |
L |
M |
N |
O |
P |
Q |
R |
S |
T |
U |
V |
W |
X |
Y |
Z |
?
 
Fa |
Fe |
Ff |
Fh |
Fi |
Fj |
Fk |
Fl |
Fm |
Fn |
Fo |
Fr |
Ft |
Fu |
Fy
 
Fra |
Frc |
Fre |
Frg |
Fri |
Frk |
Frl |
Fro |
Frr |
Fru |
Fry
 
Frea |
Freb |
Frec |
Fred |
Free |
Freg |
Freh |
Frei |
Frej |
Frek |
Frel |
Frem |
Fren |
Freo |
Frep |
Freq |
Frer |
Fres |
Fret |
Freu |
Frev |
Frew |
Frey |
Frez
Die Liste der Biografien führt alle Personen auf, die in der deutschsprachigen Wikipedia einen Artikel haben. Dieses ist eine Teilliste mit 313 Einträgen von Personen, deren Namen mit den Buchstaben „Freu“ beginnt.

## Freu

### Freuc
- Freuchen, Peter (1886–1957), dänischer Polarforscher und Schriftsteller

### Freud
- Freud, Amalia (1835–1930), Mutter Sigmund Freuds und dritte Ehefrau von Jacob Freud
- Freud, Anna (1895–1982), österreichisch-englische Psychoanalytikerin; Begründerin der Kinderanalyse
- Freud, Anton Walter (1921–2004), österreichischer SOE-Agent
- Freud, Clement (1924–2009), britischer Schriftsteller, Journalist, Fernsehmoderator, Politiker und Koch
- Freud, David, Baron Freud (* 1950), britischer Politiker (Conservative Party), Journalist und Manager
- Freud, Eli (1914–2010), israelischer Musiker, Dirigent und Komponist
- Freud, Ernst L. (1892–1970), österreichisch-britischer Architekt
- Freud, Esther (* 1963), britische Schriftstellerin
- Freud, Esti (1896–1980), österreichisch-US-amerikanische Logopädädin
- Freud, Lucian (1922–2011), britischer Maler
- Freud, Martha (1861–1951), Ehefrau von Sigmund Freud
- Freud, Matthew (* 1963), britischer Geschäftsmann in der PR-Branche, Filmproduzent
- Freud, Selma (1877–1962), österreichische Physikerin und Begründerin der Wiener Gemeinde der Heilsarmee
- Freud, Sigmund (1856–1939), österreichischer Neurologe, Tiefenpsychologe, Kulturtheoretiker und ReligionskritikerSigmund Freud (1856–1939)

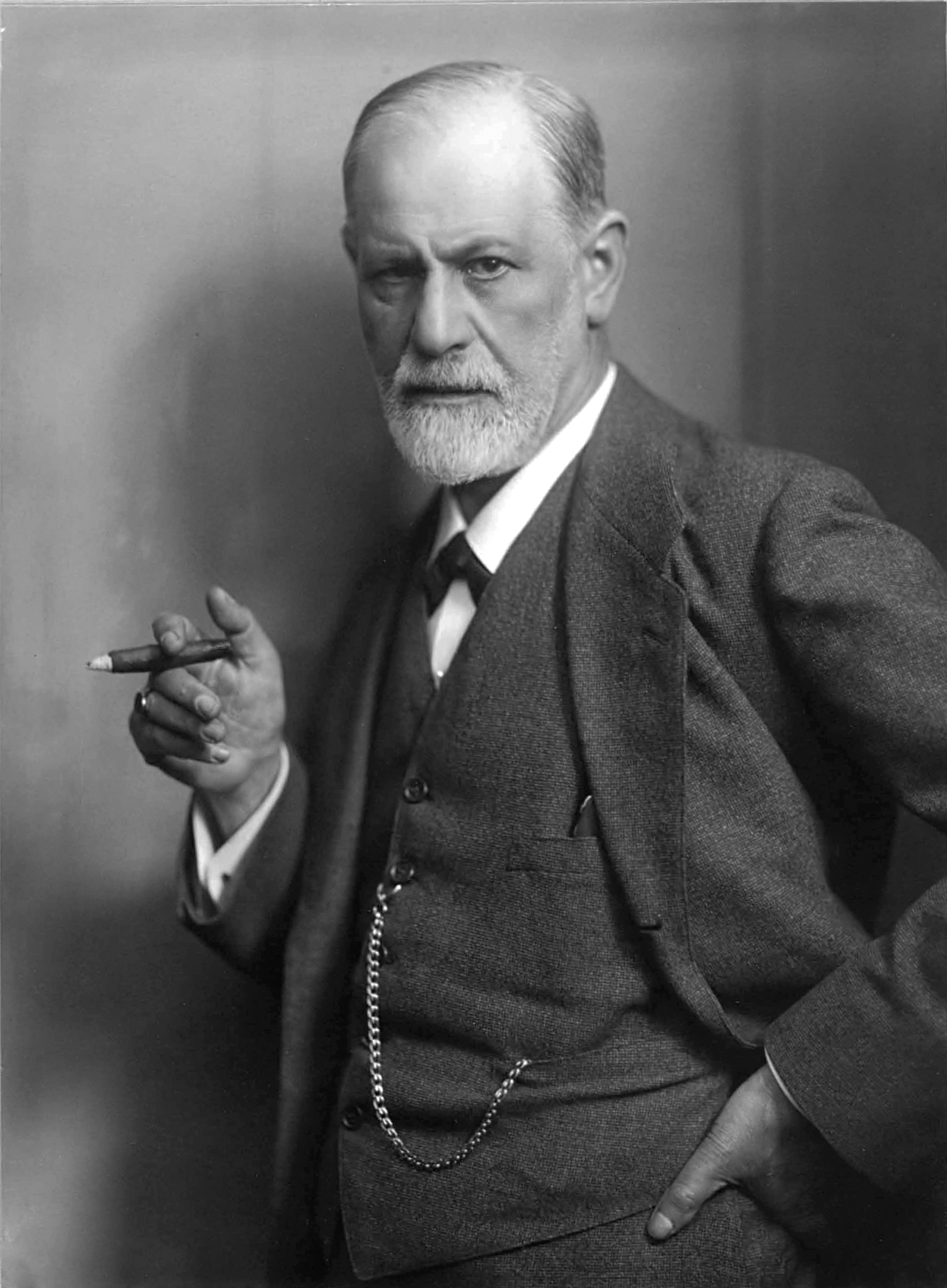
Sigmund Freud (1856–1939)

- Freud, Sophie (1924–2022), österreichisch-US-amerikanische Psychologin und Sozialwissenschaftlerin; Enkelin Sigmund Freuds
- Freud, W. Ernest (1914–2008), deutscher Psychoanalytiker
- Freude, Albert (1877–1956), deutscher römisch-katholischer Pfarrer
- Freude, Heinz (1911–2007), deutscher Lehrer und Koleopterologe
- Freude, Ludwig (1889–1956), deutsch-argentinischer Unternehmer
- Freude, Manfred H. (* 1948), deutscher Lyriker und Dramatiker
- Freude, Matthias (* 1952), deutscher Biologe und Honorarprofessor
- Freude, Michael († 1692), deutscher Pädagoge und Bibliothekar
- Freude, Rodolfo (1920–2003), argentinischer Geheimdienstoffizier, NS-Fluchthelfer
- Freudenberg, Adolf (1894–1977), deutscher Diplomat und Theologe
- Freudenberg, Alwin (1873–1930), deutscher Schriftsteller und Pädagoge
- Freudenberg, Bele (* 1978), deutsche Historikerin und Autorin
- Freudenberg, Bernhard (1850–1925), deutscher Architekt
- Freudenberg, Carl Johann (1819–1898), deutscher UnternehmerCarl Johann Freudenberg (1819–1898)

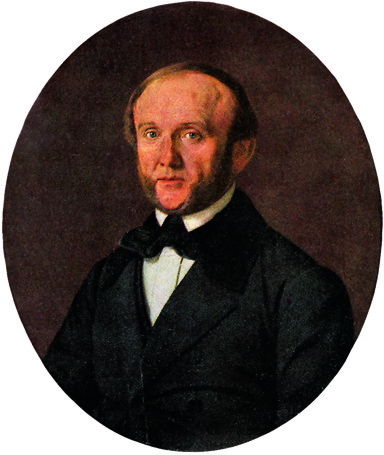
Carl Johann Freudenberg (1819–1898)

- Freudenberg, Dagmar (* 1952), deutsche Juristin und Staatsanwältin
- Freudenberg, Dieter (1926–2010), deutscher Unternehmer
- Freudenberg, Dirk (* 1964), deutscher Sozialwissenschaftler und Sicherheitsexperte
- Freudenberg, Dorothea (1928–2023), deutsche Diplom-Psychologin
- Freudenberg, Dorothee (* 1952), deutsche Politikerin (Grün-Alternative Liste, GAL) und ehemaliges Mitglied der Hamburgischen Bürgerschaft
- Freudenberg, Eberhard (1920–1977), deutscher Rundfunkredakteur und -regisseur
- Freudenberg, Eduard (1808–1865), deutscher Genre- und Porträtmaler
- Freudenberg, Ernst (1884–1967), deutscher Kinderarzt
- Freudenberg, Esther (* 1968), deutsche Krankenschwester und Schriftstellerin
- Freudenberg, Gisela (1923–2021), deutsche Bildungspolitikerin und Verfassungsrichterin
- Freudenberg, Gisela (* 1953), deutsche Schauspielerin
- Freudenberg, Günter (1923–2000), deutscher Philosoph und Hochschullehrer
- Freudenberg, Hans (1888–1966), deutscher Ingenieur und Unternehmer
- Freudenberg, Hans (* 1955), deutscher Politiker (FDP), MdL
- Freudenberg, Hermann (1924–2010), deutscher Unternehmer
- Freudenberg, Ika (1858–1912), deutsche Frauenrechtlerin
- Freudenberg, Johann Gottlob (* 1712), deutscher Violinist
- Freudenberg, Karl (1876–1956), deutscher Politiker, Bürgermeister der Stadt Hörde
- Freudenberg, Karl (1886–1983), deutscher Chemiker
- Freudenberg, Mareke (* 1977), deutsche Sopranistin
- Freudenberg, Matthias (* 1962), deutscher Theologe, Professor für Systematische Theologie
- Freudenberg, Nina (* 1933), deutsche Dokumentarfilm-Regisseurin
- Freudenberg, Olga Michailowna (1890–1955), sowjetische Klassische Philologin
- Freudenberg, Philipp (1833–1919), deutscher Couturier und Kaufmann
- Freudenberg, Richard (1892–1975), deutscher Politiker (PWW), MdB und Fabrikant
- Freudenberg, Richard (* 1998), deutscher Basketballspieler
- Freudenberg, Tobias (* 1973), deutscher Journalist und Rechtsanwalt
- Freudenberg, Ute (* 1956), deutsche SchlagersängerinUte Freudenberg (* 1956)

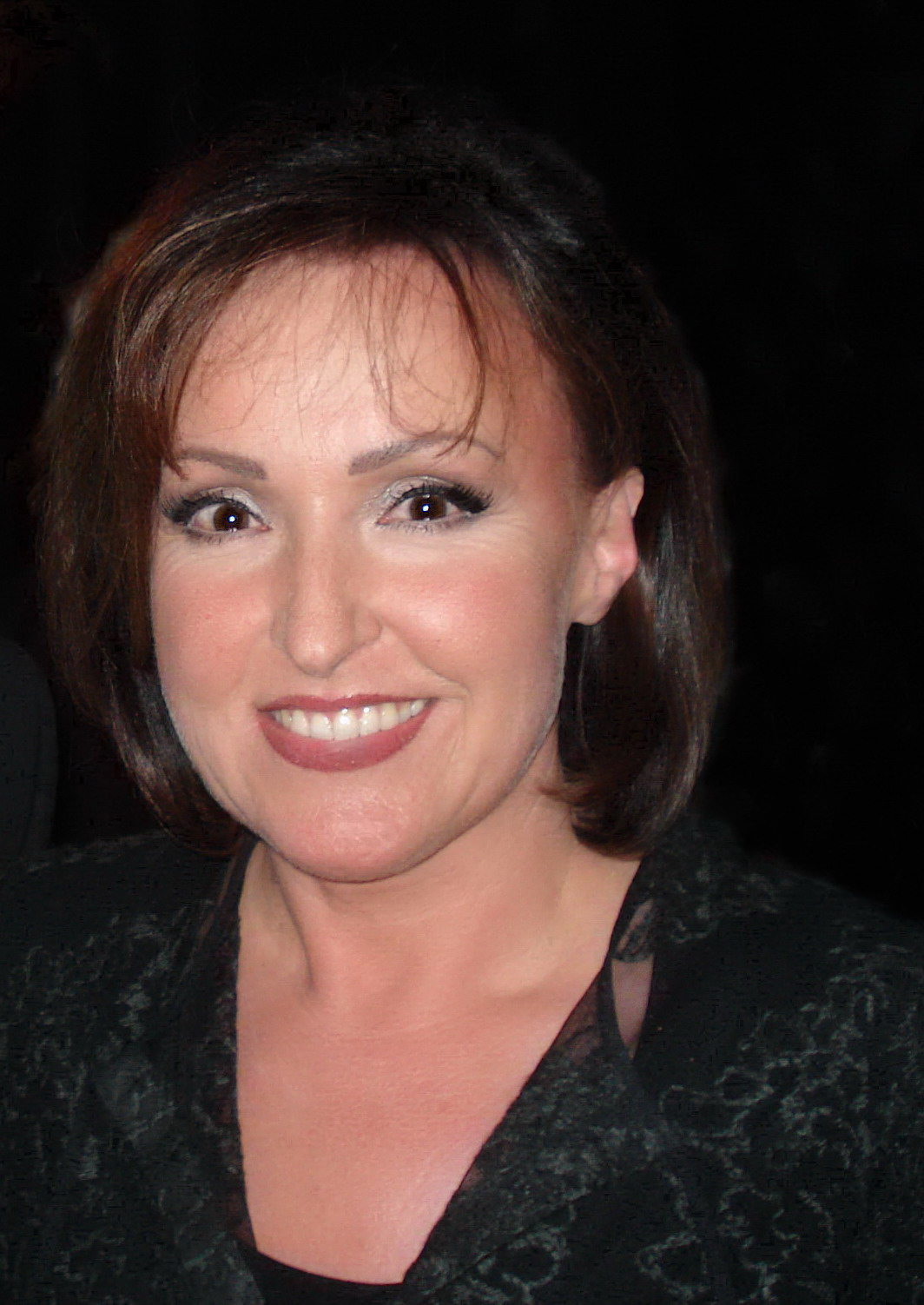
Ute Freudenberg (* 1956)

- Freudenberg, Wilhelm (1838–1928), deutscher Komponist, Dirigent und Theaterdirektor
- Freudenberg, Wilhelm (1881–1960), deutscher Paläontologe
- Freudenberg, Winfried (1956–1989), deutscher DDR-Flüchtling und letztes Opfer der Berliner Mauer
- Freudenberg-Pilster, Bärbel (* 1954), deutsche Politikerin (FDP)
- Freudenberger, Felix (1874–1927), deutscher Politiker (SPD)
- Freudenberger, Franz Friedrich (1804–1862), Schweizer Künstler
- Freudenberger, Hannelore (* 1929), deutsche Schauspielerin, Synchron- und Hörspielsprecherin
- Freudenberger, Herbert (1926–1999), deutsch-amerikanischer Psychoanalytiker
- Freudenberger, Herman (1922–2017), US-amerikanischer Wirtschaftshistoriker
- Freudenberger, Nell (* 1975), US-amerikanische Schriftstellerin
- Freudenberger, Rosa (1872–1944), Holocaust-Opfer
- Freudenberger, Sigmund (1745–1801), Schweizer Maler
- Freudenberger, Theobald (1904–1994), deutscher römisch-katholischer Theologe
- Freudenberger, Thorsten (* 1973), deutscher Politiker (CSU)
- Freudenberger, Uriel († 1768), Schweizer Theologe
- Freudenberger-Lötz, Petra (* 1966), deutsche Religionspädagogin, Hochschullehrer der Universität Kassel, Autorin und Herausgeberin
- Freudenburg, Kirk (* 1961), US-amerikanischer Klassischer Philologe
- Freudenfeld, Burkhard Heinrich (1784–1850), deutscher Hochschullehrer und Autor, später Jesuit und Priester
- Freudenfeld, Ferdinand (1858–1932), deutscher Verwaltungsbeamter
- Freudenheim, Eduard, österreichischer Tischtennisspieler
- Freudenlechner, Paulus († 1616), Meistersinger
- Freudenreich, Christoph Friedrich (1748–1821), Schweizer Politiker im Kanton Bern
- Freudenreich, Johann (1923–2007), deutscher Journalist und Autor
- Freudenreich, Josef-Otto (* 1950), deutscher Journalist
- Freudenreich, Maria (1860–1914), deutsche Restauratorin und Porträtmalerin
- Freudenreich, Michael von (1886–1957), deutscher Kapitänleutnant der Kaiserlichen Marine und Kaufmann
- Freudensberger, Michael (* 1879), deutscher Landrat in verschiedenen Landkreisen
- Freudenschuss, Helmut (* 1956), österreichischer Diplomat
- Freudenschuß, Ina (* 1978), österreichische Journalistin
- Freudenschuss, Katie (* 1976), deutsche Kabarettistin, Musikerin und Texterin
- Freudensprung, Andreas (* 1976), österreichischer Squashspieler
- Freudensprung, Sebastian (1796–1866), bayerischer katholischer Geistlicher und Historiker
- Freudensprung, Thomas (1965–2011), österreichischer Film-, Fernseh- und Theaterschauspieler
- Freudenstadt, Margarete, deutsche Fotografin
- Freudenstein, Astrid (* 1973), deutsche Politikerin (CSU), MdBAstrid Freudenstein (* 1973)

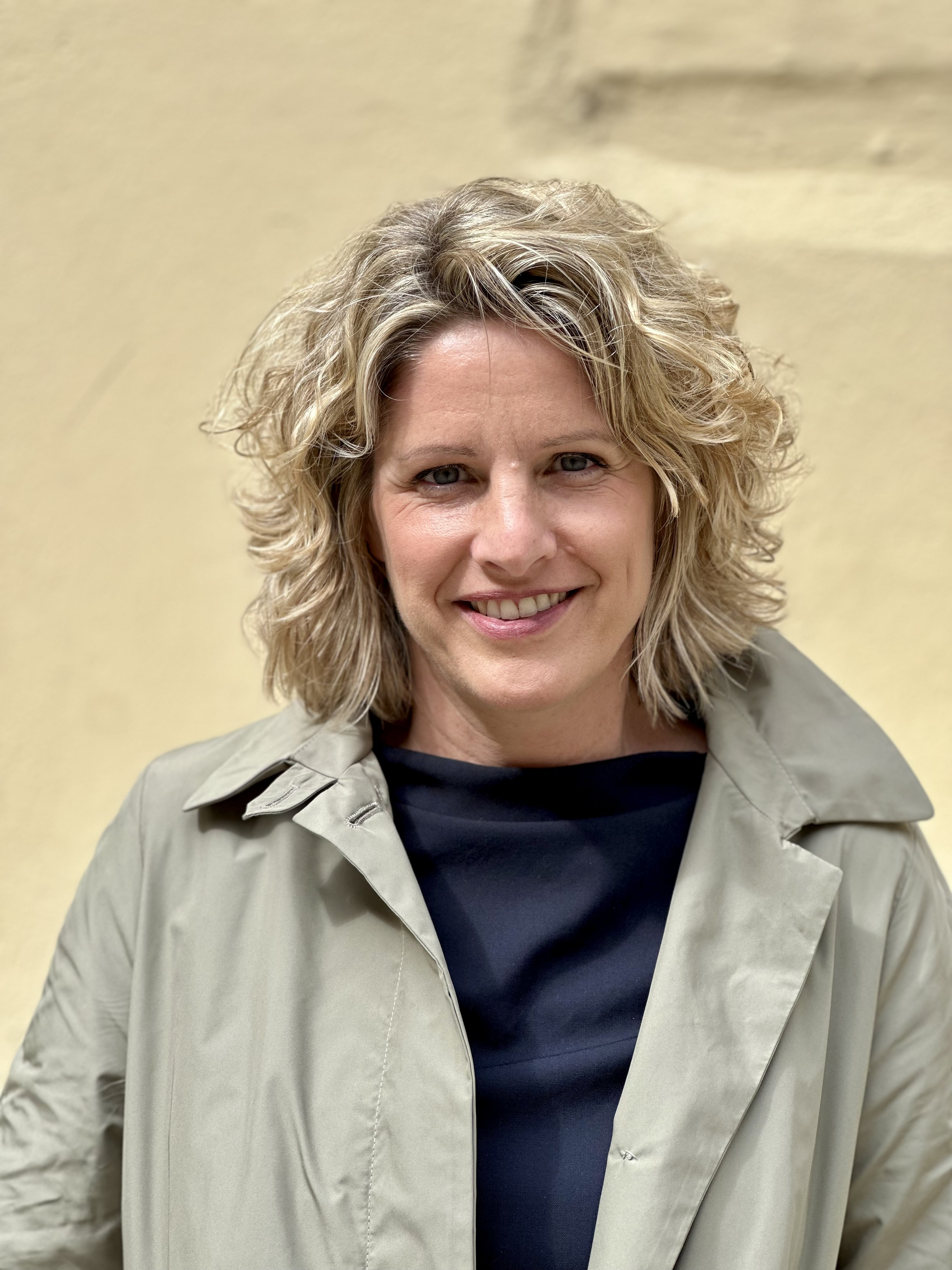
Astrid Freudenstein (* 1973)

- Freudenstein, Ferdinand (1926–2006), US-amerikanischer Maschinenbauingenieur
- Freudenstein, Heinrich (1863–1935), deutscher Imker und Lehrer
- Freudenstein, Konrad (1886–1967), Abgeordneter des Provinziallandtages der Provinz Hessen-Nassau
- Freudenstein, Ludwig Gremp von (1509–1583), deutscher Rechtswissenschaftler und Syndikus der Stadt Straßburg
- Freudenstein, Reinhold (1931–2015), deutscher Anglist, Fremdsprachendidaktiker und Hochschullehrer
- Freudenstein, Roland (* 1960), deutscher Politologe und europäischer christlicher Politiker in Brüssel
- Freudenstein, Thomas (* 1962), deutscher Fußballspieler
- Freudenthal, Alfred M. (1906–1977), US-amerikanischer Ingenieurwissenschaftler für Mechanik
- Freudenthal, August (1851–1898), deutscher Autor und Journalist
- Freudenthal, Berthold (1872–1929), deutscher Strafrechtler
- Freudenthal, Dave (* 1950), US-amerikanischer Politiker
- Freudenthal, Ernst (1907–1992), deutsch-jüdischer Kaufmann
- Freudenthal, Friedrich (1849–1929), deutscher Autor und Heimatschriftsteller in Niederdeutschland
- Freudenthal, Hans (1905–1990), deutsch-niederländischer Mathematiker und DidaktikerHans Freudenthal (1905–1990)

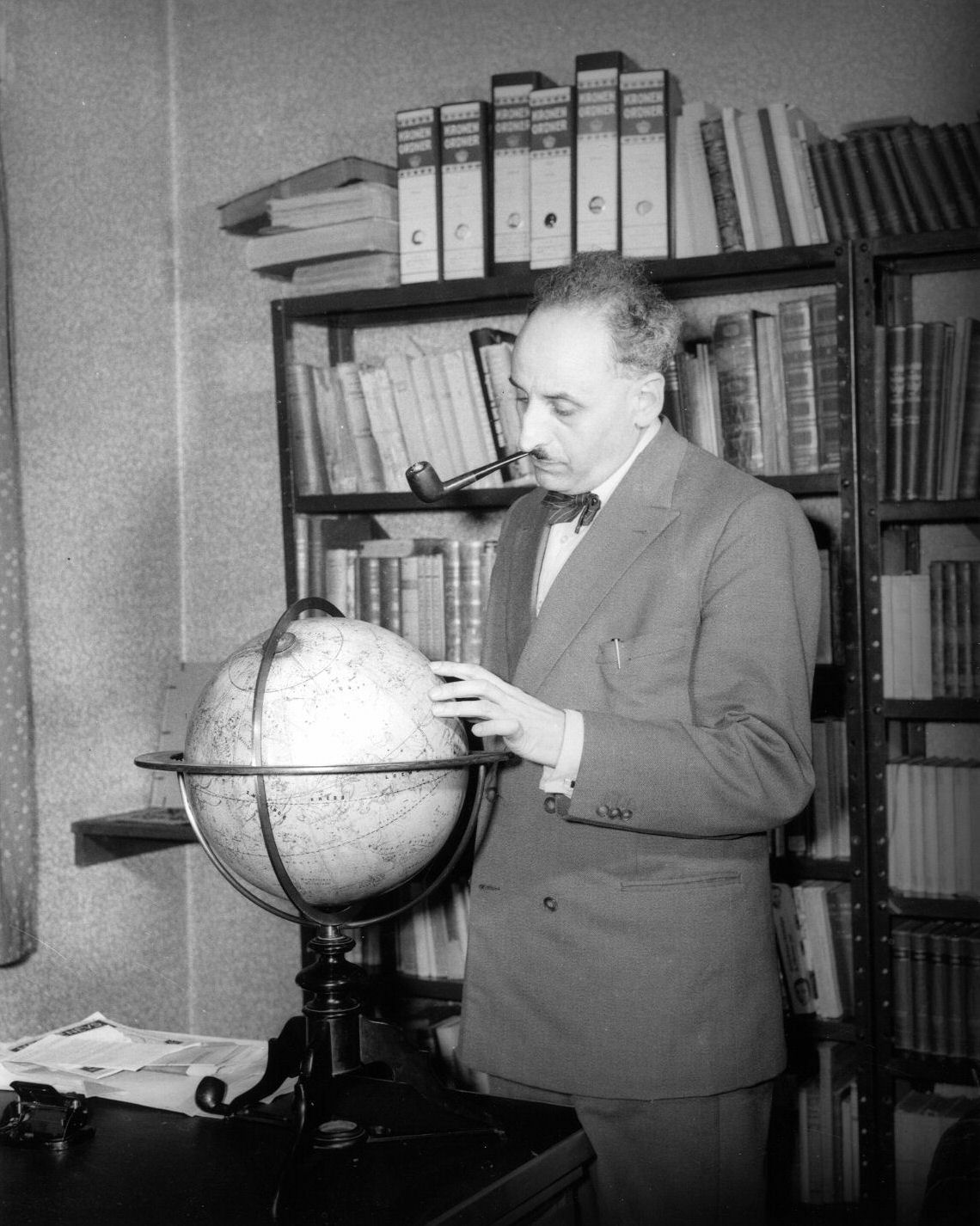
Hans Freudenthal (1905–1990)

- Freudenthal, Herbert (1894–1975), deutscher Erziehungswissenschaftler, Geschichtsdidaktiker und Volkskundler
- Freudenthal, Jakob (1839–1907), deutscher Gelehrter
- Freudenthal, Josef (1903–1964), deutsch-amerikanischer Musikverleger
- Freudenthal, Julius (1805–1874), deutscher Geiger, Komponist und Münzsammler
- Freudenthal, Lars (* 1973), deutscher Reisejournalist und Schriftsteller
- Freudenthal, Margarete (1894–1984), deutschisraelische Soziologin
- Freudenthal, Matthijs (* 1937), niederländischer Paläontologe und Geologe
- Freudenthal, Max (1868–1937), deutscher Rabbiner
- Freudenthal, Thor (* 1972), deutscher Drehbuchautor und Filmregisseur der hauptsächlich in Hollywood arbeitet
- Freudenthal, Walter (1893–1952), deutscher Dermatologe
- Freudenthaler, Benjamin (* 1989), österreichischer Fußballspieler
- Freudenthaler, Laura (* 1984), österreichische Autorin
- Freudenthaler, Peter (* 1963), deutscher MusikerPeter Freudenthaler (* 1963)

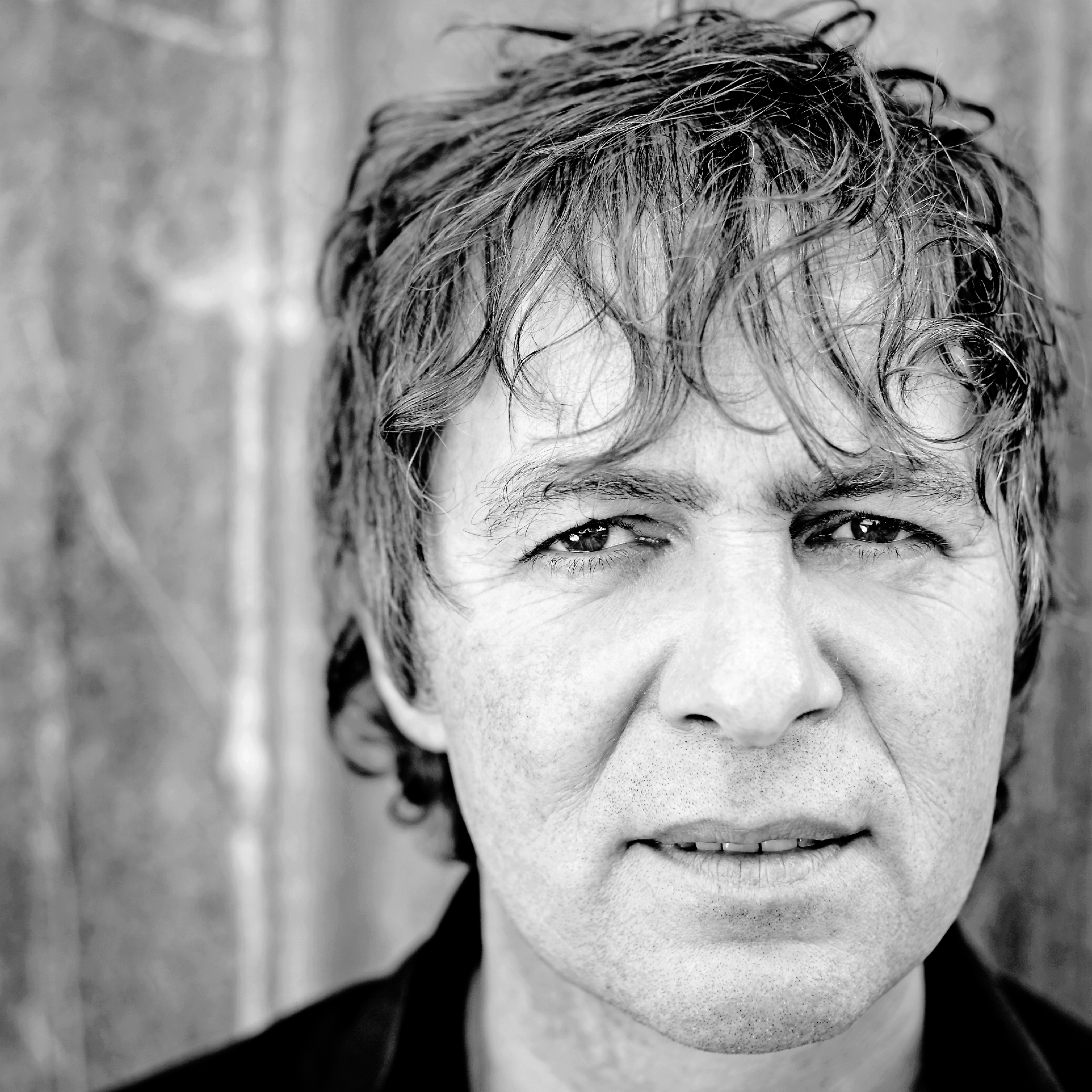
Peter Freudenthaler (* 1963)

- Freudentheil, Gottlieb Wilhelm (1792–1869), deutscher Advokat und Abgeordneter im Königreich Hannover
- Freudentheil, Wilhelm Nikolaus (1771–1853), deutscher Pädagoge, evangelisch-lutherischer Geistlicher und Autor
- Freuder, Eugene (* 1945), irischer Informatiker
- Freudiger, Alain (* 1977), Schweizer Schriftsteller
- Freudiger, Pinchas (1900–1976), ungarischer Fabrikant
- Freudiger, Reynald (* 1979), Schweizer Schriftsteller
- Freuding, Christian (* 1971), deutscher Offizier
- Freudl, Eligius (1875–1951), österreichischer Landwirt, Pflanzenzüchter und Agrarwissenschaftler
- Freudl, Jens (* 1971), deutscher Basketballspieler
- Freudl, Pierre (* 1983), deutscher Handballspieler
- Freudlsperger, Sandra, deutsche TV-Moderatorin und Journalistin
- Freudner, Jobst, deutscher Gold- und Waffenschmied
- Freudweiler, Daniel Albert (1793–1827), Schweizer Porträtmaler und Lithograf

### Freue
- Freuen, Helmut (1932–2008), deutscher Kommunalbeamter, Oberstadtdirektor von Mönchengladbach

### Freul
- Freuler, Albert (* 1942), Schweizer Schauspieler
- Freuler, Bernhard (1796–1858), Schweizer Archivar, Zeichenlehrer, Maler, Grafiker, Radierer und Landschaftsgärtner
- Freuler, Charles, Schweizer Ruderer
- Freuler, Cosmus (1780–1838), Schweizer Buchdrucker
- Freuler, Hermann (1841–1903), Schweizer Jurist und Politiker
- Freuler, Jan-André (* 1992), Schweizer Radsportler
- Freuler, Joseph von (1772–1841), schweizerischer Generalmajor
- Freuler, Kaspar († 1651), schweizerisch-französischer Militär
- Freuler, Kaspar (1887–1969), Schweizer Schriftsteller, Volkstheaterautor, Journalist und Lehrer
- Freuler, Remo (* 1992), Schweizer FußballspielerRemo Freuler (* 1992)

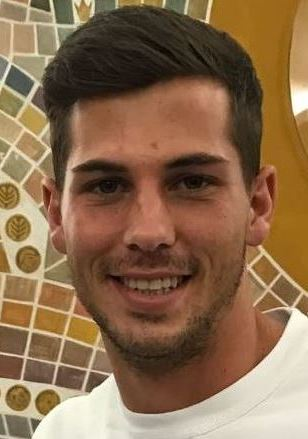
Remo Freuler (* 1992)

- Freuler, Urs (* 1958), Schweizer Radrennfahrer
- Freuler-Bühler, Marie-Mathilde (1911–2016), Schweizer Redaktorin und Feministin
- Freulich, Henry (1906–1985), US-amerikanischer Kameramann

### Freum
- Freumbichler, Johannes (1881–1949), österreichischer Heimatschriftsteller

### Freun
- Freunbichler, Artur (1921–2011), österreichischer Verwaltungsjurist, Gewerkschafter und Politiker, Landtagsabgeordneter der Steiermark
- Freund, Adolf (1893–1980), deutscher Bauunternehmer und sozialdemokratischer Politiker
- Freund, Adolf Walter (1899–1983), österreich-argentinischer Journalist
- Freund, Agnes (* 1860), deutsche Theaterschauspielerin
- Freund, Alexander (* 1993), deutscher Fernsehdarsteller
- Freund, Alexandra (1967–2001), deutsche Fernsehmoderatorin und Programmsprecherin
- Freund, Alexandra M. (* 1964), deutsch-schweizerische Psychologin und Hochschullehrerin
- Freund, Alina (* 1997), deutsche Schauspielerin
- Freund, August (1835–1892), galizischer Chemiker
- Freund, August (1926–1997), deutscher Gewerkschafter und Senator (Bayern)
- Freund, Auguste (1882–1944), Bozner Händlerin und Opfer des Holocaust
- Freund, Bill (* 1941), US-amerikanischer Radrennfahrer
- Freund, Bill (1944–2020), US-amerikanisch-südafrikanischer Wirtschaftshistoriker
- Freund, Birgit (* 1955), deutsche Juristin, Richterin, Gerichtspräsidentin
- Freund, Cajetan (1873–1962), deutscher Journalist
- Freund, Charles (* 1775), deutscher Maler
- Freund, Christian (* 1990), deutscher Schauspieler
- Freund, Christoph (* 1977), österreichischer Fußballspieler und -funktionärChristoph Freund (* 1977)

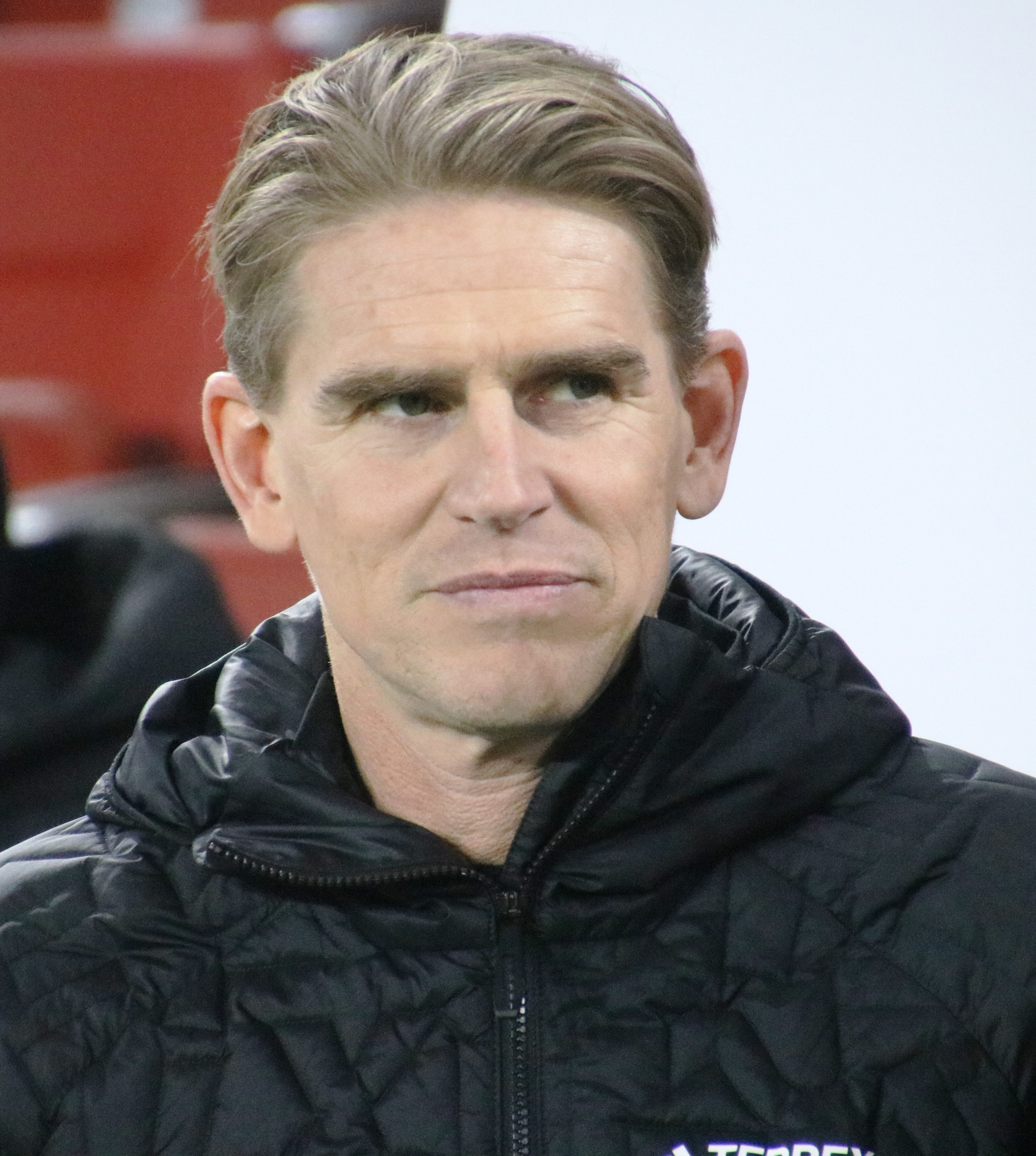
Christoph Freund (* 1977)

- Freund, Daniel (* 1984), deutscher Politiker (Bündnis 90/Die Grünen), MdEP
- Freund, Daniela (* 1971), deutsche Volleyballspielerin
- Freund, David (1801–1880), deutscher Landwirt und Landtagsabgeordneter in Waldeck
- Freund, Erich (1902–1958), deutscher Regisseur und Schauspieler
- Freund, Erich (1913–1998), deutscher Wirtschaftswissenschaftler
- Freund, Ernst (1864–1932), US-amerikanischer Rechtswissenschaftler
- Freund, Eugen (* 1951), österreichischer Journalist, Sachbuchautor und Politiker (SPÖ), MdEP
- Freund, Ferdinand (1893–1960), österreichischer Politiker (SPÖ), Amtsführender Stadtrat
- Freund, Florian (* 1953), österreichischer Historiker
- Freund, Friedrich (1861–1924), deutscher Staatssekretär im preußischen Innenministerium
- Freund, Friedrich Julius (1898–1944), deutscher Rechtsanwalt, NS-Opfer
- Freund, Fritz (1859–1936), deutscher Maler
- Freund, Fritz (1879–1950), österreichischer Lyriker und Verleger
- Freund, Georg (* 1956), deutscher Rechtswissenschaftler und Hochschullehrer
- Freund, Georg Christian (1792–1819), deutscher Maschinenbau-Unternehmer
- Freund, Georg Christian (1821–1900), dänischer Bildhauer
- Freund, Georg Heinrich (1774–1840), deutscher Bürgermeister und Politiker
- Freund, Gerhard (1925–1979), österreichischer Schauspieler, Operettenbuffo, Journalist und Kulturmanager
- Freund, Gisela (1920–2023), deutsche urgeschichtliche Archäologin
- Freund, Gisèle (1908–2000), deutsch-französische Fotografin und FotohistorikerinGisèle Freund (1908–2000)

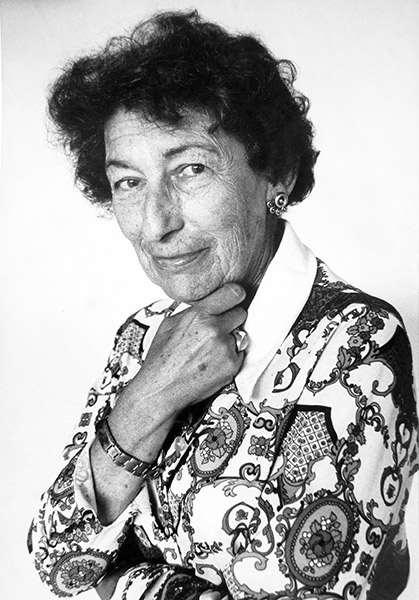
Gisèle Freund (1908–2000)

- Freund, Grete (1885–1982), österreichische Schauspielerin und Operettensängerin
- Freund, Günter (1922–2010), deutscher Rundfunkmoderator beim SDR
- Freund, Hanns Egon (1931–2016), deutscher Jurist
- Freund, Hans (1901–1959), deutsch-jüdischer Widerstandskämpfer Jurist und Politiker (SED), MdV
- Freund, Hans Georg (1905–1942), deutscher Politiker (NSDAP), MdR
- Freund, Hans-Joachim (* 1935), deutscher Mediziner und emeritierter Professor für Neurologie
- Freund, Hans-Joachim (* 1951), deutscher Chemiker und Physiker
- Freund, Heinrich (1858–1946), Eisenbahnbeamter, Naturschützer, Chronist.
- Freund, Hermann (1859–1925), deutscher Gynäkologe
- Freund, Hermann (* 1882), deutscher Pharmakologe
- Freund, Hermann Ernst (1786–1840), dänischer Bildhauer
- Freund, Horst (* 1960), deutscher Fußballspieler
- Freund, Hugo (1879–1942), österreichisch-ungarischer Unternehmer und Firmengründer
- Freund, Ida (1863–1914), erste Universitätsdozentin im Vereinigten Königreich
- Freund, Ida (1868–1931), deutschsprachige Publizistin und Malerin in Prag
- Freund, Ismar (1876–1956), deutscher Jurist und Historiker
- Freund, J. Hellmut (1919–2004), deutscher Lektor und Autor
- Freund, Jakob (* 1946), Schweizer Volksmusikant und Politiker (SVP)
- Freund, Johann Anton von (1734–1809), preußischer Generalmajor im Ingenieurskorps
- Freund, Johann Ehrenfried (1834–1903), Senator im Herzogtum Gotha, Wohltäter der Stadt Gotha
- Freund, Joki (1926–2012), deutscher Jazzmusiker
- Freund, Jules T. (1890–1960), US-amerikanischer Immunologe
- Freund, Julien (1921–1993), französischer Soziologe
- Freund, Julius (1862–1914), Theaterdramaturg und Journalist
- Freund, Julius (1869–1941), deutscher Unternehmer und Kunstsammler
- Freund, Julius Conrad (1801–1877), deutscher Maschinenbauer und Industrieller
- Freund, Karl (1882–1943), deutscher Kunsthistoriker
- Freund, Karl (1890–1969), deutscher Kameramann
- Freund, Karl (* 1947), österreichischer Landwirt und Politiker (ÖVP), Abgeordneter zum Nationalrat
- Freund, Katrin (* 1967), deutsche Politikerin (PRO, Schill-Fraktion, Pro DM), MdHB
- Freund, Klaus (* 1938), deutscher Radrennfahrer
- Freund, Kurt (1914–1996), tschechischer Mediziner und Sexualwissenschaftler
- Freund, Lambert B. (1942–2024), US-amerikanischer Ingenieur
- Freund, Lea (* 1996), deutsche Schauspielerin
- Freund, Leopold (1868–1943), österreichischer Röntgenologe
- Freund, Lisa (1951–2024), deutsche Autorin, Supervisorin und Sterbebegleiterin
- Freund, Lothar (1930–2017), deutscher Grafiker
- Freund, Lothar (1930–2010), deutscher Jurist
- Freund, Ludwig (1878–1953), österreichischer Zoologe
- Freund, Ludwig (1898–1970), deutscher Politologe
- Freund, Marc (* 1972), deutscher Buch- und Hörspielautor
- Freund, Martin (1863–1920), deutscher ChemikerMartin Freund (1863–1920)

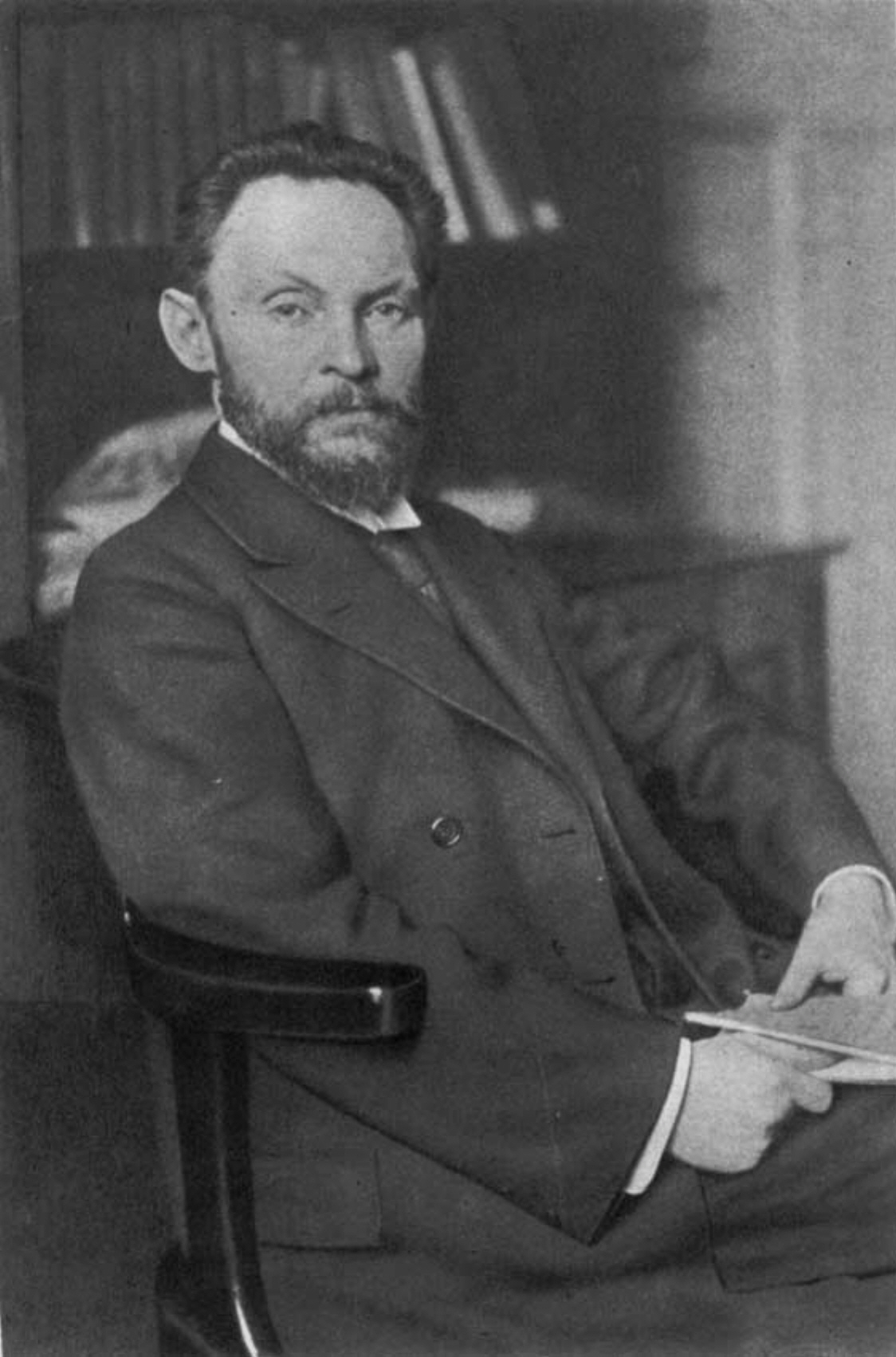
Martin Freund (1863–1920)

- Freund, Mathias (1949–2023), deutscher Hämatologe, Onkologe, Universitätsprofessor
- Freund, Max (1879–1980), US-amerikanischer Germanist und Hochschullehrer deutscher Herkunft
- Freund, Michael (1902–1972), deutscher Politologe und Historiker
- Freund, Michael (* 1949), österreichischer Journalist, Sozial- und Medienwissenschaftler
- Freund, Michael (* 1954), deutscher Fahrer und Trainer
- Freund, Nadine (* 1978), deutsche Historikerin
- Freund, Nikolas (* 2007), österreichischer Fußballspieler
- Freund, Oliver, österreichischer Basketballfunktionär
- Freund, Oliver (* 1970), deutscher Fußballspieler
- Freund, Paul A. (1908–1992), US-amerikanischer Jurist und Hochschullehrer
- Freund, Peter (1936–2018), US-amerikanischer Physiker
- Freund, Peter (* 1952), deutscher Schriftsteller, Drehbuchautor und Filmproduzent
- Freund, Renate (* 1939), deutsche Schriftstellerin
- Freund, René (* 1967), österreichischer Schriftsteller
- Freund, Richard (1891–1974), österreichischer Arbeiter und Politiker (SPÖ), Abgeordneter zum Nationalrat, Mitglied des Bundesrates
- Freund, Robert (* 1932), österreichischer Hornist
- Freund, Robert (* 1981), österreichischer Maler
- Freund, Roland (* 1955), deutscher Wasserballspieler
- Freund, Rudolf (* 1956), österreichischer Informatiker und Mathematiker
- Freund, Samuel (1868–1939), deutscher Rabbiner, letzter hannoverscher Landrabbiner
- Freund, Severin (* 1988), deutscher SkispringerSeverin Freund (* 1988)

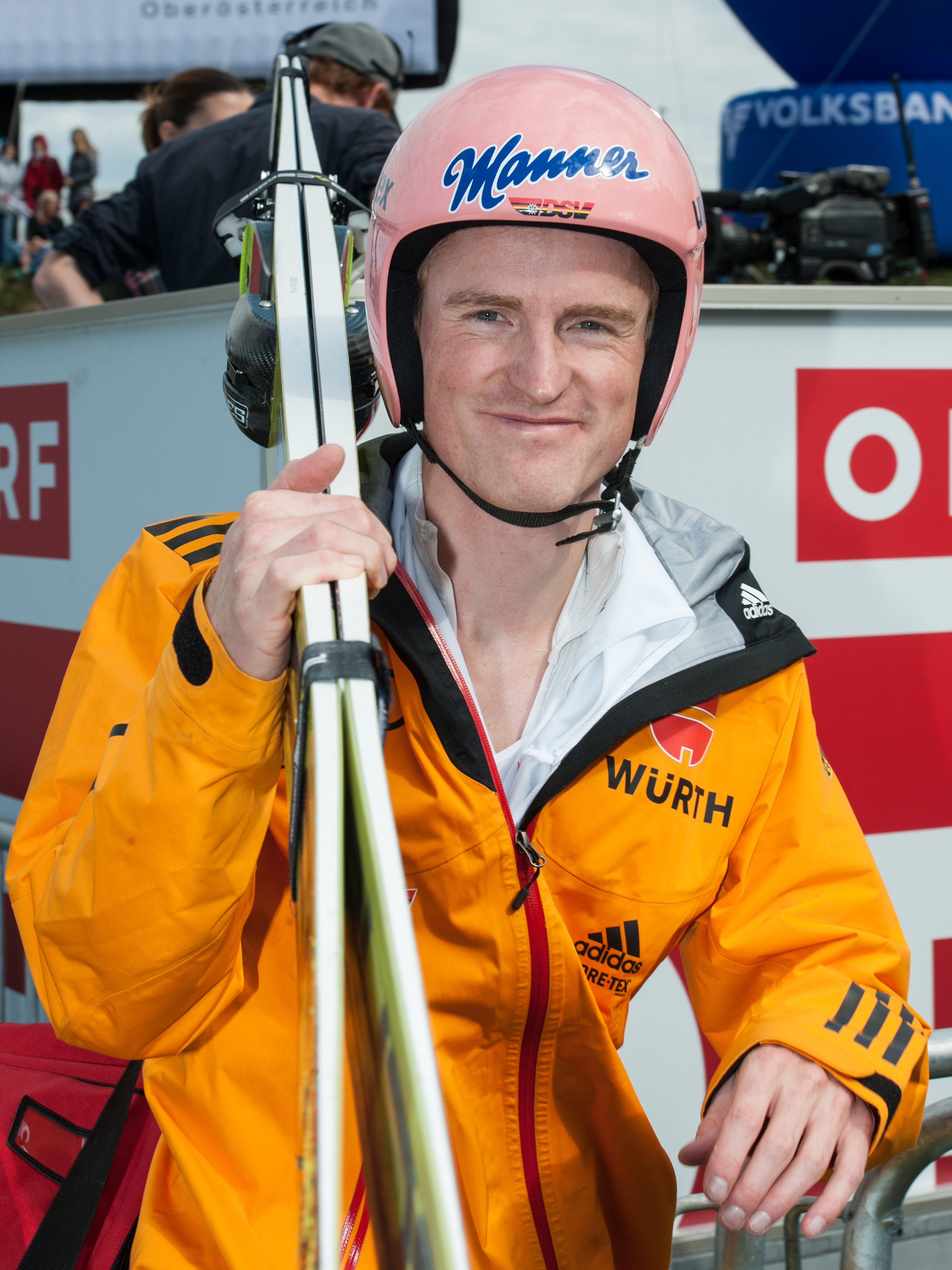
Severin Freund (* 1988)

- Freund, Simon (* 1996), schwedischer Tennisspieler
- Freund, Stefan (* 1969), deutscher Altphilologe
- Freund, Steffen (* 1970), deutscher FußballspielerSteffen Freund (* 1970)

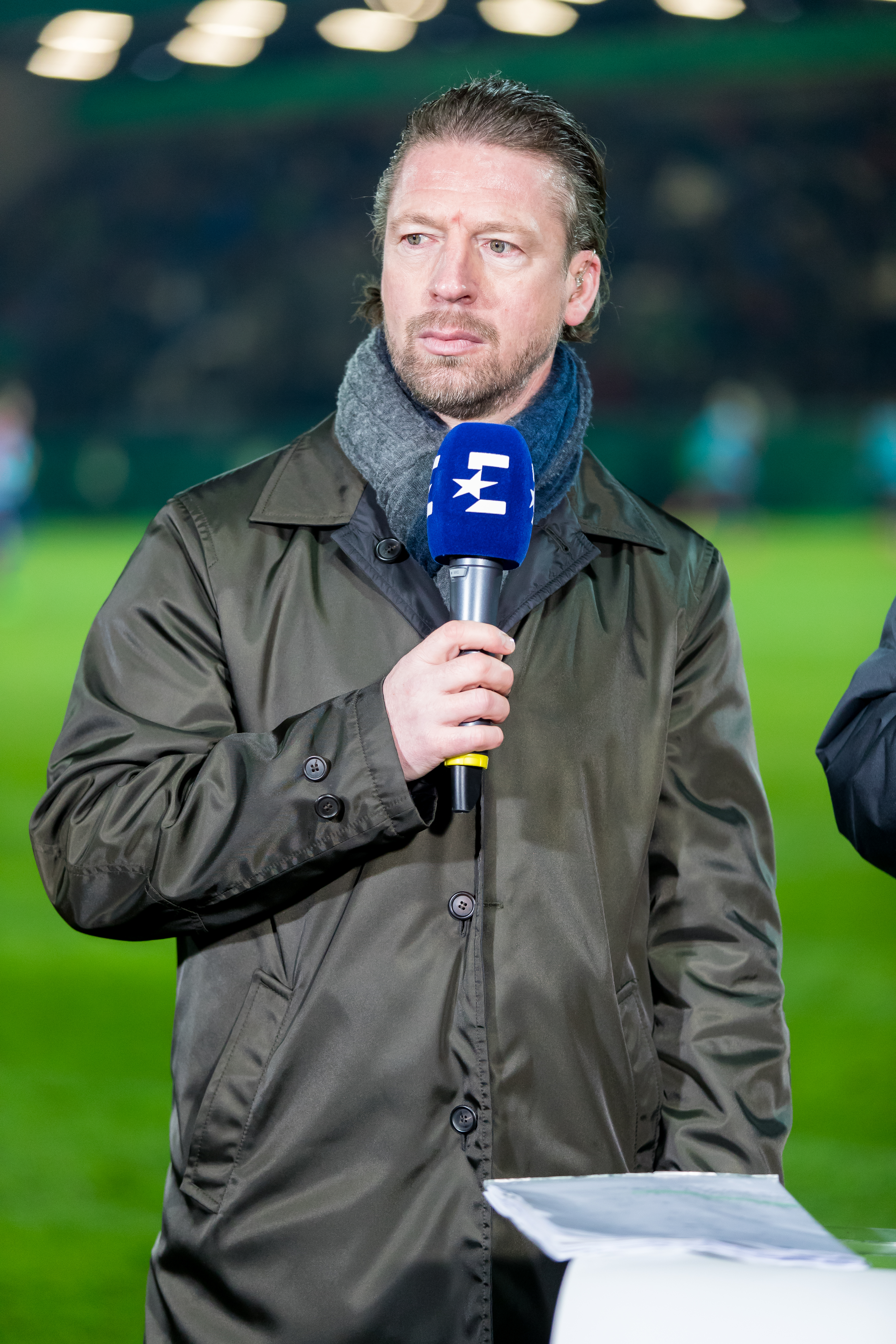
Steffen Freund (* 1970)

- Freund, Stephan (* 1963), deutscher Historiker
- Freund, Susanne (* 1954), österreichische Drehbuchautorin und Regisseurin
- Freund, Tamás (* 1949), ungarischer Neurowissenschaftler
- Freund, Theodor (1830–1916), preußischer Bergbeamter
- Freund, Thomas (1850–1937), österreichischer Politiker (DVP, CSP), Landtagsabgeordneter
- Freund, Thomas (1958–2019), deutscher Politiker (SPD), Staatssekretär in Mecklenburg-Vorpommern
- Freund, Ute (* 1965), deutsche Kamerafrau
- Freund, Uwe (* 1965), deutscher Autor und Kommunikationstrainer
- Freund, Viktor (1902–1943), deutscher Widerstandskämpfer und NS-Opfer
- Freund, Walter (1928–1991), deutscher Gymnasiallehrer und Historiker
- Freund, Werner (1933–2014), deutscher Wolfsforscher
- Freund, Wieland (* 1969), deutscher Schriftsteller und Journalist
- Freund, Wilhelm (1806–1894), deutscher Lehrer und Altphilologe
- Freund, Wilhelm Alexander (1833–1917), deutscher Gynäkologe
- Freund, Wilhelm Salomon (1831–1915), deutscher Jurist und Mitglied des Deutschen Reichstags
- Freund, William Curt (* 1926), US-amerikanischer Ökonom
- Freund, Winfried (1938–2011), deutscher Germanist
- Freund, Yoav (* 1961), israelisch-US-amerikanischer Informatiker
- Freund-Marcus, Fanny (1872–1942), österreichische Publizistin
- Freundel, Carl (1861–1944), deutscher Politiker (DVP), MdL
- Freundl, Günter (1938–2019), deutscher Gynäkologe
- Freundl, Otto (1912–1982), deutscher Politiker (CSU), MdL
- Freundlich, Bart (* 1970), US-amerikanischer Filmschaffender
- Freundlich, Carl Wilhelm (1803–1872), estnischer Schriftsteller
- Freundlich, Elisabeth (1906–2001), österreichische Schriftstellerin
- Freundlich, Emmy (1878–1948), österreichische Politikerin (SDAP), Abgeordneter zum Nationalrat
- Freundlich, Erwin (1885–1964), deutscher Astrophysiker, Bruder von Herbert Finlay Freundlich
- Freundlich, Herbert (1880–1941), deutscher Chemiker und Kolloidforscher
- Freundlich, Jacques (1874–1951), österreichischer Rechtsanwalt und Mitglied des Verfassungsgerichtshofs
- Freundlich, Otto (1878–1943), deutscher Maler und BildhauerOtto Freundlich (1878–1943)

Otto Freundlich (1878–1943)

- Freundlich, Rudolf (1911–1988), österreichischer Philosoph
- Freundlinger, Eduard (* 1970), österreichischer Schriftsteller
- Freundlinger, Elisabeth (* 1953), österreichische Politikerin, Landtagsabgeordnete von Oberösterreich, Unternehmerin, Sängerin
- Freundlinger, Kurt (1930–2023), österreichischer Künstler
- Freundner, Felicitas (* 1996), deutsche Schauspielerin
- Freundner, Kathrin (* 1966), deutsche Schauspielerin und Autorin
- Freundner, Thomas (* 1961), deutscher Filmregisseur und Drehbuchautor
- Freundorfer, Ad (* 1961), deutscher Bildhauer
- Freundorfer, Conny (1936–1988), deutscher Tischtennisspieler
- Freundorfer, Georg (1881–1940), deutscher Zitherspieler und Komponist
- Freundorfer, Joseph (1894–1963), deutscher Geistlicher, Neutestamentler und Bischof von Augsburg
- Freundorfer, Stephan (* 1968), deutscher Videospiele-Journalist
- Freundorfer, Wolfgang (1947–2020), deutscher Schauspieler und Schlagersänger
- Freundorfner, Georg Cornelius (* 1951), deutscher Bildhauer
- Freundt, Arne (* 1980), deutscher Unternehmer
- Freundt, Cornelius († 1591), deutscher Komponist und Kantor
- Freundt, Dörte (* 1967), deutsche Schauspielerin
- Freundt, Eddy (1929–1990), deutscher Trabrennsportler
- Freundt, Hans (1892–1953), deutscher Schauspieler, Hörfunkmoderator, -sprecher Hörspielregisseur und Autor
- Freunschlag, Jörg (1942–2024), österreichischer Politiker (FPÖ, BZÖ, FPK), Landtagspräsident
- Freunschlag, Stefan (* 1996), österreichischer Eishockeyspieler
- Freunthaller, Adolf (1887–1965), österreichischer Gehörlosenlehrer

### Freus
- Freusberg, Adolf (1802–1869), Landrat des Kreises Olpe (1836–?)
- Freusberg, Caspar (1764–1837), preußischer Landrat, Kreis Bilstein bzw. Olpe
- Freusberg, Caspar (1873–1954), deutscher Landrat des Kreises Olpe (1917–1926)
- Freusberg, Friedrich (1852–1916), Landrat des Kreises Olpe (1886–1916?)
- Freusberg, Joseph (1806–1889), deutscher römisch-katholischer Bischof, Weihbischof in Paderborn
- Freusberg, Joseph (1842–1917), preußischer Beamter
- Freusberg, Joseph (1881–1964), deutscher Dompfarrer und Weihbischof
- Freustié, Jean (1914–1983), französischer Schriftsteller und Arzt

### Freut
- Freutel, Lothar (1894–1944), deutscher Generalmajor im Zweiten Weltkrieg
- Freutel, Sarah (* 1992), deutsche Fußballspielerin